# Kabinett Konstantinos Simitis II

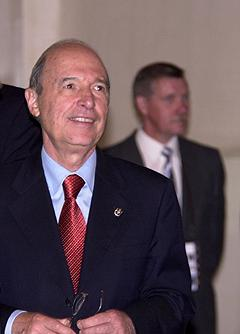
Konstantinos Simitis (2003)

Das Kabinett Konstantinos Simitis II wurde am 25. September 1996 in Griechenland durch Konstantinos Simitis gebildet und löste das erste Kabinett Simitis ab. Das Kabinett bestand bis zum 13. April 2000 und wurde dann durch das dritte Kabinett Simitis abgelöst.
Bei der vorausgegangenen Parlamentswahl vom 22. September 1996 verlor die regierende Panellinio Sosialistiko Kinima (PASOK) im Vergleich zur Parlamentswahl vom 10. Oktober 1993 zwar 5,39 Prozentpunkte und bekam nur noch 41,49 Prozent (1993: 46,88 Prozent), erhielt aber aufgrund des geltenden Verhältniswahlrechts mit 162 Mandaten (1993: 170 Sitze) weiterhin eine absolute Mehrheit. Allerdings erlitt auch die oppositionelle Nea Dimokratia (ND) unter Führung von Miltiadis Evert leichte Verluste von 1,18 Prozentpunkten und erzielte damit 38,12 Prozent sowie 108 Mandate im Parlament.

## Minister
| Ministeramt                                           | Amtszeit                                             | Minister                                                | Lebensdaten                        |
| ----------------------------------------------------- | ---------------------------------------------------- | ------------------------------------------------------- | ---------------------------------- |
| Ministerpräsident (Präsident des Ministerrates)       | 25. September 1996                                   | Konstantinos Simitis                                    | * 1936 † 2025                      |
| Auswärtiges                                           | 25. September 1996 19. Februar 1999                  | Theodoros Pangalos Georgios Papandreou                  | * 1938 † 2023 * 1952               |
| Nationale Verteidigung                                | 25. September 1996                                   | Akis Tsochatzopoulos                                    | * 1939 † 2021                      |
| Inneres, öffentliche Verwaltung und Dezentralisierung | 25. September 1996 19. Februar 1999 20. März 2000    | Alekos Papadopoulos Vasso Papandreou Georgios Koumantos | * 1949 * 1944 † 2024 * 1925 † 2007 |
| Finanzen                                              | 25. September 1996                                   | Yiannos Papantoniou                                     | * 1949                             |
| Justiz                                                | 25. September 1996 20. März 2000                     | Evangelos Giannopoulos Dimitris Gourgourakis            | * 1918 † 2003 * 1931               |
| Wirtschaft                                            | 25. September 1996                                   | Yiannos Papantoniou                                     | * 1949                             |
| Umwelt, Raumplanung und öffentliche Arbeiten          | 25. September 1996                                   | Konstantinos Laliotis                                   | * 1951                             |
| Nationale Bildung und religiöse Angelegenheiten       | 25. September 1996                                   | Gerasimos Arsenis                                       | * 1931 † 2016                      |
| Transport und Kommunikation                           | 25. September 1996 2. September 1996                 | Charis Kastanidis Anastasios Mantelis                   | * 1956 * 1945                      |
| Arbeit und soziale Sicherheit                         | 25. September 1996                                   | Miltiadis Papaioannou                                   | * 1946                             |
| Gesundheit und Wohlfahrt                              | 25. September 1996 30. Oktober 1998                  | Konstantinos Gitonas Lampros Papadimas                  | * 1939 * 1939                      |
| Landwirtschaft                                        | 25. September 1996 30. Oktober 1998                  | Stephanos Tzoumakas Georgios Anomeritis                 | * 1946 * 1945                      |
| Öffentliche Ordnung                                   | 25. September 1996 30. Oktober 1998 19. Februar 1999 | Georgios Romaios Philippos Petsalnikos Stavros Benos    | * 1934 * 1950 † 2020 * 1947        |
| Kultur                                                | 25. September 1996 19. Februar 1999                  | Evangelos Venizelos Elisavet Papazoi                    | * 1957 * 1944                      |
| Entwicklung                                           | 25. September 1996 19. Februar 1999                  | Vasso Papandreou Evangelos Venizelos                    | * 1944 † 2024 * 1957               |
| Handelsmarine                                         | 25. September 1996                                   | Stavros Soumakis                                        | * 1951                             |
| Presse und Massenmedien                               | 25. September 1996 20. März 2000                     | Dimitrios Reppas Argyris Fatouros                       | * 1952 * 1932                      |
| Makedonien und Thrakien                               | 25. September 1996 30. Oktober 1998                  | Philippos Petsalnikos Ioannis Mangriotis                | * 1950 † 2020 * 1957               |
| Ägäis                                                 | 25. September 1996 19. Februar 1999                  | Elisavet Papazoi Stavros Benos                          | * 1944 * 1947                      |
| Staatsminister ohne Geschäftsbereich                  | 30. Oktober 1998                                     | Konstantinos Gitonas                                    | * 1939                             |